# Pozezdrze (gromada)
Pozezdrze – dawna gromada, czyli najmniejsza jednostka podziału terytorialnego Polskiej Rzeczypospolitej Ludowej w latach 1954–1972.
Gromady, z gromadzkimi radami narodowymi (GRN) jako organami władzy najniższego stopnia na wsi, funkcjonowały od reformy reorganizującej administrację wiejską przeprowadzonej jesienią 1954 do momentu ich zniesienia z dniem 1 stycznia 1973, tym samym wypierając organizację gminną w latach 1954–1972.
Gromadę Pozezdrze z siedzibą GRN w Pozezdrzu utworzono – jako jedną z 8759 gromad na obszarze Polski – w powiecie węgorzewskim w woj. olsztyńskim na mocy uchwały nr 28 WRN w Olsztynie z dnia 4 października 1954. W skład jednostki weszły obszary dotychczasowych gromad Dziaduszyn, Harsz, Pieczarki, Pozezdrze, Pozezdrze Kolonia i Wyłudy ze zniesionej gminy Pozezdrze oraz obszar dotychczasowej gromady Przerwanki ze zniesionej gminy Kuty w tymże powiecie. Dla gromady ustalono 20 członków gromadzkiej rady narodowej.
Gromada przetrwała do końca 1972 roku, czyli do kolejnej reformy gminnej. 1 stycznia 1973 w powiecie węgorzewskim reaktywowano gminę Pozezdrze (w latach 1999-2001 gmina znajdowała się w powiecie giżyckim).